# Бомарцо
Бомарцо (італ. Bomarzo) — муніципалітет в Італії, у регіоні Лаціо,  провінція Вітербо.
Бомарцо розташоване на відстані близько 70 км на північ від Рима, 14 км на північний схід від Вітербо.
Населення — 1842 особи (2014).
Щорічний фестиваль відбувається 24 квітня. Покровитель — Sant'Anselmo di Polymartium.

## Демографія
Населення за роками:

Станом на 1 січня 2023 року в муніципалітеті офіційно проживало 120 іноземців з 30 країн, серед них 57 громадян країн Євросоюзу та 4 громадяни України.

## Сусідні муніципалітети
- Аттільяно
- Бассано-ін-Теверина
- Джове
- Граффіньяно
- Соріано-нель-Чиміно
- Вітербо
- Віторк'яно